# Co-NP
계산 복잡도 이론에서 co-NP는 복잡도 종류이다. 문제 {\displaystyle {\mathcal {X}}}가 co-NP에 들어 있다는 것은 그 보완 문제인 {\displaystyle {\overline {\mathcal {X}}}}가 NP에 속한다는 것과 동치이다. 간단히 말하면, co-NP는 아니오 보기(반례라고도 한다)에 대해 효율적으로 검증할 수 있는 증명이 있는 문제의 집합이다.
NP-완전 문제 중 부분집합 합 문제가 있다. 이 문제는 정수 유한집합이 있을 때, 이 집합의 공집합이 아닌 부분집합 중 원소를 다 더하면 0이 되는 것이 있는지를 묻는 문제이다. 이 문제의 보완 문제는 co-NP에 들어가는데, 정수 유한집합이 주어질 때, 공집합이 아닌 부분집합은 모두, 원소를 다 더했을 때 0이 아닌지를 묻는 문제가 된다. "아니오" 보기에 대한 증명을 하려면, 합이 0이 되고 공집합이 아닌 부분집합을 찾아야 한다. 그렇게 하면 이 증명은 검증하기 쉬워진다.
다항 시간에 풀 수 있는 문제인 P는 NP와 co-NP 모두의 부분집합이다. P는 두 경우 모두 진부분집합일 것으로 추측하고 있다. (한쪽만 진부분집합이고, 다른 쪽은 아닌 경우는 불가능함을 보일 수 있다.) NP와 co-NP 역시, 같은 집합이 아닐 것이다. 만약 그렇지 않다면, NP-완전 문제가 co-NP에 들어갈 수 있고, co-NP-완전 문제가 NP에 들어갈 수 있기 때문이다.
이는 다음과 같이 보일 수 있다. co-NP에 들어가는 NP-완전 문제가 있다고 하자. 모든 NP 문제는 이 문제로 환산할 수 있기 때문에, 각 NP문제에 대해서 그 보완 문제를 다항 시간에 판정할 수 있는 비결정적인 튜링 기계를 만들 수 있다. 다시 말해서, NP가 co-NP의 부분집합이 된다. 따라서 NP 문제의 보완을 모은 집합이 co-NP 문제의 보완을 모은 집합의 부분집합이 된다. 곧, co-NP가 NP의 부분집합이 된다. 앞에서 NP가 co-NP의 부분집합임을 보였으므로, 이는 두 집합이 같다는 뜻이 된다. co-NP-완전 문제가 NP일 수 없음을 보이는 증명은 이 증명과 대칭을 이룬다.
어떤 문제가 NP와 co-NP 둘 다 된다는 것을 보였다면, 이는 그 문제가 NP-완전이 아닐 것이라는 강력한 증거가 된다. (NP-완전이라면 NP = co-NP이기 때문)
정수의 소인수 분해 문제는 NP와 co-NP에 모두 들어가는, 유명한 문제이다. 양의 정수 m과 n이 있을 때 m에 n보다 작고 1보다 큰 약수가 있는지를 묻는다. 있는 경우를 보이는 쪽은 쉽다. m에 그런 약수가 있다면, 그 약수로 나누어 보면 된다. 반대쪽은 좀 어려운데, 그런 약수가 없다는 것을 보이려면 일일이 나누어 보아야 한다.
소인수 분해 문제를 소수 문제와 헷갈리는 사람이 많다. 소수 문제도 소인수 분해 문제처럼 NP와 co-NP 둘 다에 들어간다. 그러나 아직 확실치 않은 소인수 분해와는 달리, 소수 문제는 P이다.

## 참고 문헌
1. ↑  (영어) 소수 문제가 P임을 밝힌 논문